# Période Yamato
Pour les articles homonymes, voir Yamato.
 (août 2011).
Si vous disposez d'ouvrages ou d'articles de référence ou si vous connaissez des sites web de qualité traitant du thème abordé ici, merci de compléter l'article en donnant les références utiles à sa vérifiabilité et en les liant à la section « Notes et références ».

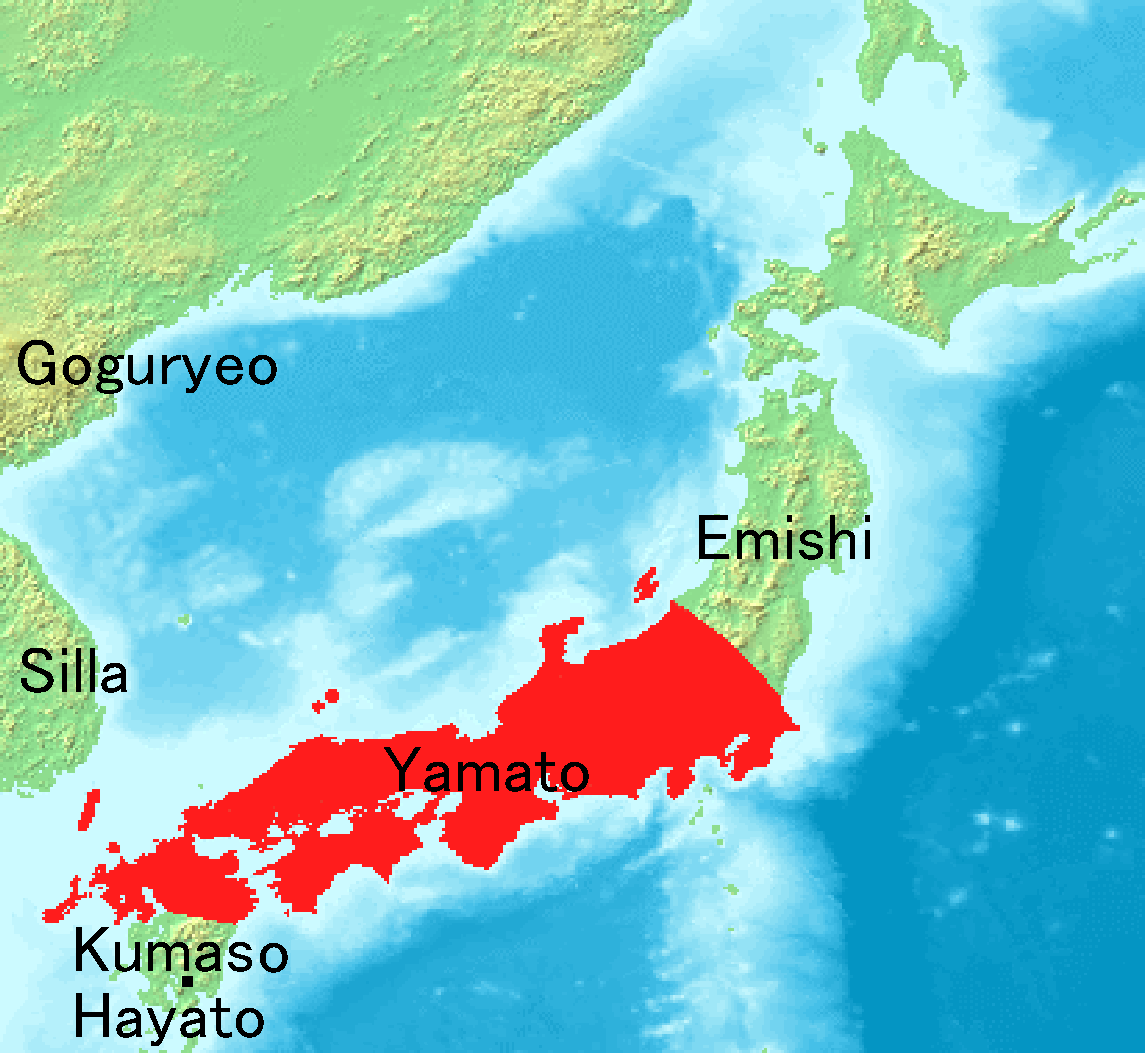
Province de Yamato

La période Yamato (大和時代, Yamato jidai) désigne la période de l'histoire du Japon où une structure politique et sociale avec un souverain à sa tête se met en place dans la province de Yamato, autour de Nara, vers 250.
Cette période peut être divisée en deux sous-périodes, sur la base de la chronologie de l'arrivée du bouddhisme dans l'archipel :
- La période Kofun (古墳時代, Kofun-jidai?, v. 250–538), du nom des kofun, tertres funéraires typiques de l'époque qui constituent l'une des principales sources de documentation sur cette période.
- La période d'Asuka (飛鳥時代, Asuka-jidai?, 538–710), qui voit l'introduction du bouddhisme.

On trouve dans les textes chinois du Royaume de Wei le terme 邪馬台国 qui se lirait « pays du Yamatai  » en japonais moderne et « pays du  xiematai » en chinois mandarin. Le dernier sinogramme se prononçait en chinois archaïque *tə. On sait que le phonème /o/ du japonais moderne était réalisé en *ə en japonais ancien : la prononciation moderne yamato vient donc d'une ancienne prononciation *yamatə. 
Aux Ve ou VIe siècle, cette structure sociale est hiérarchisée selon des clans (氏, uji) sous la domination d'un dirigeant héréditaire. Les clans sont divisés en groupes selon le statut professionnel. L'État du Yamato s'étend par la suite sur l'ensemble du Japon, excepté la partie nord où se trouvent les Aïnous.
C'est durant la période Asuka que se développent au Japon l'écriture et le bouddhisme venus de Chine (par la Corée). Les clans étaient partagés entre les partisans du bouddhisme très liés à la Corée (le clan Soga, pour ne citer que lui) et les traditionalistes shintoïstes comme les clans Otomo et Mononobe. Dès le règne de l'impératrice Suiko et de son régent le prince Umayado, (de son nom posthume Shōtoku) le bouddhisme est encouragé pour devenir religion d'État. En 604, Umayado rédige une Constitution en 17 points qui se présente plus comme une philosophie de la façon de gouverner (telle que la pensée confucéenne). Selon ce texte, la Cour est divisée en 12 rangs regroupés par deux, un mineur et un majeur qui répondent à six vertus essentielles. La Vertu (toku), la Bienfaisance (nin), l'Étiquette (rei), la Probité (shin), l'Équité (gi) et la Sagesse (chi). Les rangs des courtisans ont chacun leurs parures, couleurs, habits propres selon le degré de proximité avec le souverain. Il y a de même un système de hiérarchie basé sur le mérite et pas seulement sur la filiation.
C'est le début d'un véritable État. À la mort de Shōtoku, le clan Soga massacre sa famille et règne en maître jusqu'en 645, date de la mort de son chef. Le pouvoir passe alors dans les mains du meneur du clan Nakatomi.
Le terme Yamato peut désigner, dans certains textes, l'ensemble du Japon (voir le terme Yamato-damashii). Aujourd'hui, ce terme a des connotations nationalistes[réf. nécessaire].